# Naka-nagaone
Naka-nagaone (von japanisch 中長尾根 ‚Langer mittlerer Grat‘) ist ein Gebirgskamm im ostantarktischen Königin-Maud-Land. Er ist der mittlere dreier parallel verlaufender Gebirgskämme im nördlichen Teil der Belgica Mountains.
Japanische Wissenschaftler erstellten 1976 Luftaufnahmen, nahmen zwischen 1979 und 1980 Vermessungen vor und benannten ihn im Jahr 1981.